# Голод на Поволжі (1921—1922)

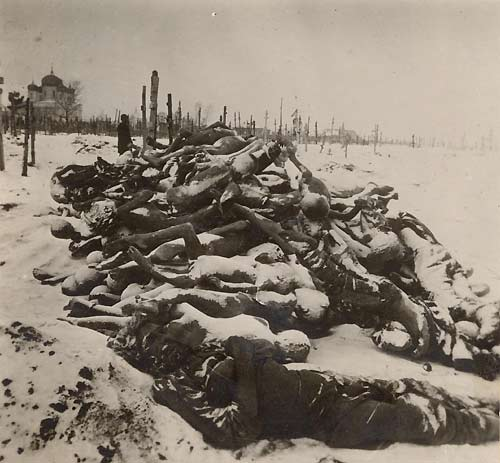
Трупи померлих від голоду зібраних за кілька грудневих днів 1921 на кладовищі в Бузулуку, 1921 рік.

Голод в Росії 1921—1922 (відоміший як Голод у Поволжі 1921—1922) — масовий голод у радянських республіках РРФСР. Відомий як голод у Поволжі, через те, що регіони Південного Уралу і Поволжя постраждали найтриваліше і наймасовіше.
Пік голоду припав на осінь 1921 — весну 1922, хоча випадки масового голодування в окремих регіонах реєструвалися з осені 1920 до початку літа 1923. Згідно з даними офіційної статистики, голод охопив 35 губерній із загальним населенням в 90 мільйонів осіб, з яких голодувало не менше 40 мільйонів.

## Причини голоду
Головні причини: деградація сільського господарства в результаті Громадянської війни і наслідки виробленої більшовицьким урядом політики побудови комунізму — у селян вилучався весь хліб і навіть насіння на засів. Другорядні: посуха і зникнення поміщицьких і великих селянських господарств, де традиційно виробляли значну частину зерна на продаж. Діюча з весни 1917 хлібна монополія і продрозверстка приводили до скорочення виробництва селянами продуктів тільки до рівня поточного власного споживання. Відсутність легального приватного ринку хліба при відсутності будь-яких значимих запасів зерна в урядів радянських республік і розруха на транспорті а також ідеологізовані нові інститути влади також послужили причиною голоду. Радянська пропаганда лише вказувала на неврожай як на причину голоду, замовчуючи при цьому фактор політики вилучення зернових у селян більшовиками на поширення трагедії голоду.

## Масштаб та наслідки Голоду
Дослідник голоду В. А. Поляков дійшов висновку, що заходи радянської влади з ліквідації голоду і його наслідків були малоефективними.Від голоду і його наслідків загинуло близько 5000000 людей. Смертність зросла в 3-5 разів (в Самарській губернії, Башкирії і Татарській Радянській республіці смертність зросла з 2,4-2,8 до 12,3-13,9 осіб на 100 душ населення в рік). Вмирали переважно безпосівні (23,3) і в меншій мірі малопосівні (11,0), середньо-(7,7) і великопосівні (2,2) (смертність на 100 осіб) селяни.
Крім того, голод у тій чи іншій мірі охопив практично всі регіони і міста Європейської частини Радянських Республік. Найважче становище було в південних губерніях УРСР (Запорізька, Донецька, Миколаївська, Катеринославська та Одеська), у всій Кримській АРСР і області Війська Донського. Втрати в період голоду важко визначити, оскільки ніхто не займався підрахунком жертв. Найбільші втрати спостерігалися в Самарській та Челябінській губерніях, в автономній області німців Поволжя та Башкирській автономній республіці, загальна чисельність населення яких скоротилася на 20,6 %.
Радянська влада здійснювала заходи фальсифікації причин смертей від голоду на Поволжі.